# Christian Mawissa
Christian Mawissa Elebi (* 18. April 2005 in Saint-Jean-de-Verges) ist ein französisch-kongolesischer Fußballspieler, der aktuell bei der AS Monaco in der Ligue 1 spielt.

## Karriere

### Verein
Mawissa begann seine fußballerische Karriere im Oktober 2010 beim FC Pays d’Olmes. Nur ein Jahr später wechselte er zum FC Mirepoix, wo er vier Jahre spielte, ehe er erst zum FC Coussatois und ein Jahr danach zum Stadtrivalen FC Coussa-Hers ging. Im Sommer 2017 nahm ihn die Jugendakademie des FC Toulouse unter Vertrag. Bereits in der Saison 2020/21 spielte er die ersten Male für die U17-Mannschaft in der Liga. In der Saison 2021/22 spielte er sowohl für die B-Junioren, als auch schon für das U19-Team in der Championnat National U19. Zur Spielzeit 2022/23 rückte er hauptsächlich ins Reserveteam in die National 3 auf. Mitte November 2022 unterzeichnete er seinen ersten Profivertrag beim Verein. Am 29. Dezember 2022 (16. Spieltag) debütierte er über 90 Minuten bei einer 1:6-Niederlage gegen Olympique Marseille für die Profis. Insgesamt kam er 2022/23 zu zwei Ligaspielen bei den Profis und einem Pokalspiel, in dem er mit dem Verein den Titel im Finale gegen den FC Nantes holen konnte, wobei Mawissa jedoch nur in der ersten Runde spielte. Zudem stieg er mit der zweiten Mannschaft als Vizemeister von der fünften in die vierte französische Spielklasse auf. Durch den Pokalsieg spielte Toulouse 2023/24 in der Europa League. Dort debütierte Mawissa Mitte Dezember 2023, am letzten Gruppenspieltag, gegen den LASK über die volle Spiellänge. Am 4. Februar 2024 (20. Spieltag) konnte er das erstes Tor seiner Profikarriere erzielen, als er bei einem 3:2-Sieg über Stade Reims das zwischenzeitliche 1:0 erzielte. Mawissa spielte in der Saison 2023/24 17 Mal in der Ligue 1, wobei er zwei Tore schoss. Darüber hinaus lief er zweimal in der Europa League, zweimal in der Coupe de France und absolvierte das verlorene Spiel um den Supercup gegen Paris Saint-Germain.
Im Sommer 2024 wechselte Mawissa für eine Ablösesumme von 16 Millionen Euro zum Ligakonkurrenten AS Monaco. Hier kam er Mitte September nach später Einwechslung bei einem 2:1-Sieg über den FC Barcelona zu seinem ersten Einsatz in der Champions League.

### Nationalmannschaft
Von September 2021 bis Juni 2022 spielte Mawissa für die französische U17-Nationalmannschaft. Mit dem Team gewann er die U17-EM 2022 in Israel im Finale gegen die Niederlande. Hierbei wurde er in drei von sechs Spielen eingesetzt, darunter auch im Finale. Anschließend spielte er in den folgenden Jahren noch für weitere Juniorennationalteams Frankreichs, ehe er im November 2024 für die U21-Mannschaft debütierte.

## Familie
Sein jüngerer Bruder Jonathan Mawissa spielt auch Fußball, kam jedoch bis auf einen Pokaleinsatz noch nicht über die tiefen Amateurspielklassen hinaus.

## Erfolge
Nationalmannschaft
- U17-Europameister: 2022

FC Toulouse
- Französischer Pokalsieger: 2023
- Französischer Fünftligavizemeister: 2023  ▲ (mit dem Reserveteam)